# ウォルグリーン

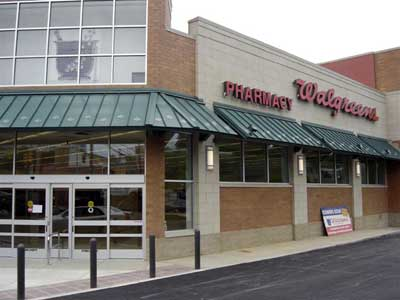
典型的なウォルグリーンの店舗

ウォルグリーン（Walgreens）はウォルグリーン・カンパニーが運営するアメリカ合衆国の薬局チェーンである。メールオーダーサービス、薬剤給付管理事業(PBM)、そしてスペシャルティ薬局の運営を手掛ける。
ウォルグリーンはアメリカを代表する薬局チェーンの1つで、全米50州とワシントンD.C.、プエルトリコ、グアム、米領バージン諸島で8173店舗を展開している。また、職場健康センター、在宅医療施設、スペシャルティ薬局、そしてメールオーダーサービスも運営。子会社のテイク・ケア・ヘルス・システム（Take Care Health Systems）は、220の診療所（クリニック）をウォルグリーン店内で営業している。
ウォルグリーンはCVSと並び、アメリカ最大の薬局チェーンの1つである。同社によると、1日当り500万人の顧客を持ち、2007年会計年度には5億8,300万の処方箋を調合し、2010年までに7000店まで拡大する見込みである。
ウォルグリーンは1901年にイリノイ州シカゴで設立され、以来全米に展開している。本社はイリノイ州ディアフィールド。
2014年12月31日、ウォルグリーンカンパニーは持株会社ウォルグリーン・ブーツ・アライアンスの子会社となった。
典型的なウォルグリーンの店舗は、1万1000平方フィート（1000平方メートル）の売場面積を含めて1万4500平方フィート（1350平方メートル）である。2万5000アイテムを販売し、通常1店舗当り約25人から30人のスタッフを擁している。年間売り上げは1店舗あたり平均850万米ドル。ほとんどの店舗には薬局、現像所、化粧品カウンター、そして一般商品エリアがある。

## ショップレイアウト
大都市では広めのレイアウトも含め、ほとんどの店が同じような外観とデザインである。新しい建物は、古い店舗よりもモダンなデザインになっている。店内には通常、化粧品売り場があり、繁盛店にはビューティーコンサルタントがいる。どの店にも写真売り場があり、レジの後ろか、店の別の場所にある。写真売り場の隣にはセルフサービスのキオスクがあり、顧客が写真や写真グッズをプリントできるようになっている。すべての店に薬局があり、通常は店の裏にあり、人々は処方薬を受け取ったり、プソイドエフェドリンを含むいくつかの医薬品を購入したりすることができる。